# Pliophenacomyini
Pliophenacomyini — триба полівок підродини Arvicolinae.
Триба містить 5 сучасних видів:
- Arborimus albipes
- Arborimus longicaudus
- Arborimus pomo
- Phenacomys intermedius
- Phenacomys ungava

Також описані вимерлі роди:
- Guildayomys Zakrzewski, 1984
- Pliolemmus Hibbard, 1938
- Pliophenacomys Hibbard, 1938
- Protopliophenacomys Martin, 1994